# Catedral de San Miguel (Belgrado)
La Catedral del Arcángel San Miguel (en serbio: Saborna Crkva Sv. Arhangela Mihaila, serbio cirílico: Саборна Црква Св. Архангела Михаила) es una catedral de culto ortodoxo situada en la ciudad de Belgrado, en Serbia. Es uno de los lugares de culto más importantes del país, y se encuentra junto a la sede del patriarcado de la Iglesia ortodoxa serbia. Construida entre 1837 y 1840, es habitualmente conocida como Saborna crkva (la catedral) entre los belgradenses.
Еstá situada en el casco viejo de la ciudad, en el cruce de las calles Kralja Petra y Kneza Sime Markovića. En el lugar de la actual iglesia se ubicó una más antigua, dedicada a San Miguel Arcángel, conocida gracias al relato del cura protestante y escritor viajero Stjepan Gerlah que la describió en sus crónicas.

## Historia
La catedral ortodoxa de Belgrado se alza en el lugar donde existió, en el siglo XVI, una pequeña iglesia también denominada de San Miguel. Fue destruida por los turcos a comienzos del siglo XVIII, y reconstruida a partir de donaciones privadas entre 1725 y 1728. Durante la Primera Insurrección Serbia, el templo fue reformado y convertido en lugar de culto, pero en 1813 los otomanos retomaron el control de la ciudad y devastaron de nuevo el edificio.

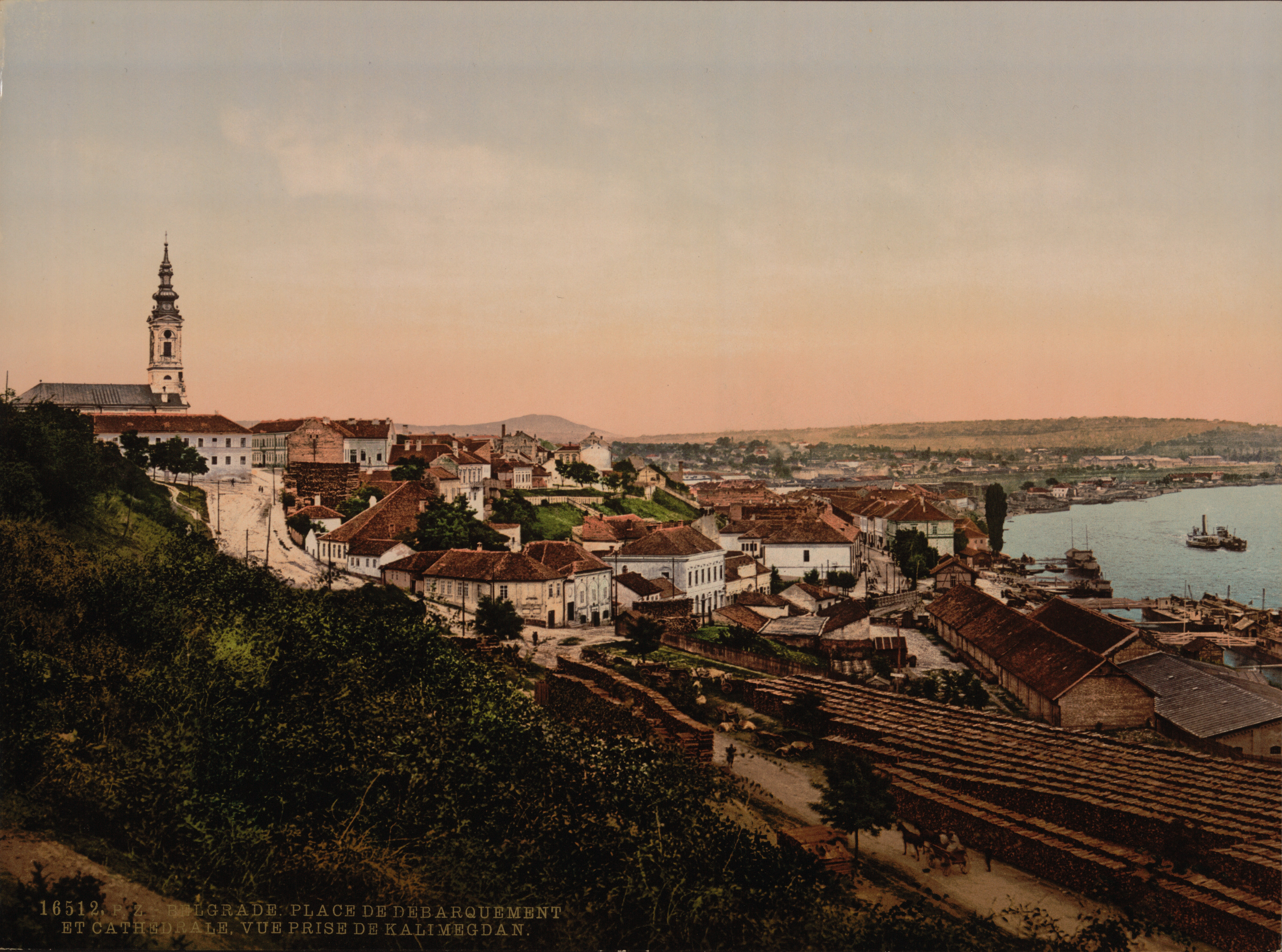
La Saborna crkva, sobresaliendo en el panorama urbano de Belgrado en 1890.

Con la Paz de Belgrado firmada en 1739, los turcos recobraron, entre otros territorios, también Belgrado y “al entrar en la ciudad demostraron en esa ocasión su furia contra los serbios y los edificios sagrados suyos”. Fue demolida la magnífica residencia arzobispal serbia y la iglesia “fue expoliada y sus arcos tirados abajo”. Unos decenios más tarde, a principios de 1798, la iglesia volvió a sufrir daños, esta vez en un incendio. Rehabilitada para el servicio religioso, estuvo en funciones hasta el comienzo de 1813 cuando, tras el fracaso de la Primera insurrección serbia, los turcos la profanaron y desvalijaron. Los arreglos necesarios se realizaron después de la Segunda insurrección serbia.
Al ser promulgado el Edicto del Sultán (Hatiserif) en 1830, el día de San Andrés, con el que se consiguió la libertad de celebrar misa, por la orden del príncipe Miloš Obrenović “se levantó al lado de la vieja iglesia un campanario de madera". en el que se colocaron las campanas. Para fundir las campanas se hizo una gran hoguera que se avivó durante tres días. Por allí pasaba la gente y echaba en el molde con bronce fundido distintos objetos de plata para que las campanas tuvieran “un sonido más claro que la plata”.
Los belgradenses de aquella época “aguardaban este suceso como algo grandioso e inalcanzable. Para ellos, el repique de la campana no significaba solo un rito religioso normal, las campanas eran el símbolo de la victoria esperada durante siglos”. Los turcos contemplaron esta decisión del príncipe Miloš con incredulidad y amenaza. Hasta hoy perdura la anécdota en la que el visir Husein- pachá Gavanoz Oglu (1827-1833) se dirigió al duque Petar Cukić, encargado de levantar la campana, amenazándolo con un castigo por su quehacer. El valiente duque le respondió: “Ya lo sé, efendum-pachá, ya lo sé, si la levanto, moriré a manos turcas y si no la levanto, moriré a manos de mi señor, príncipe Miloš. Prefiero morir a manos turcas que a manos de mi señor por ser su servidor desobediente”.
Hoy día en el campanario de la iglesia Vaznesenjska (de la Ascensión) (1863) entre cinco campanas, de diferentes tamaños y procedencia, se encuentra la antigua campana de la Iglesia catedral que sonó por primera vez el 15 de febrero de 1839, cuando el Principado de Serbia consiguió su autonomía.
Derrumbada y reformada repetidamente, la antigua iglesia luchó contra las adversidades del tiempo hasta el 22 de junio de 1836, cuando, tras muchas polémicas, el príncipe Miloš Obrenović, dio una orden para su derribo final y la construcción de un nuevo templo.
Con la construcción de la nueva Iglesia catedral se comenzó el 28 de abril de 1837. La consagración de los cimientos de esta “iglesia catedral belgradense” el 15 de julio de 1837 fue descrita por un contemporáneo como un acontecimiento excepcional al que asistieron el arzobispo Petar Jovanović, los más altos dignatarios eclesiásticos, la princesa Ljubica y los herederos Milan y Miguel, vasallos, niños y “gente de ambos sexos”. Se dispararon cañones y el pueblo “en la iglesia bendecía estos tiempos felices y maravillosos”. El día del santo patrón del templo, San Miguel Arcángel, el 8 de noviembre de 1845, el arzobispo Petar Jovanović consagró la iglesia ya terminada y ofició la primera misa.
La moderna catedral fue construida entre 1837 y 1840, de acuerdo con el diseño y los planes de Adam Friedrich Kwerfeld, un constructor de Pančevo. El templo fue construido en el estilo del clasicismo con elementos del barroco tardío. La iglesia está dedicada al Arcángel San Miguel, y su interior se encuentra ricamente decorado. La talla dorada del iconostasio fue realizada por el escultor Dimitrije Petrović, mientras que los iconos del mismo, tronos, coros y púlpitos, así como en las paredes y los arcos fueron pintados por Dimitrije Avramović, uno de los pintores más destacados de Serbia en el siglo XIX.

## Características

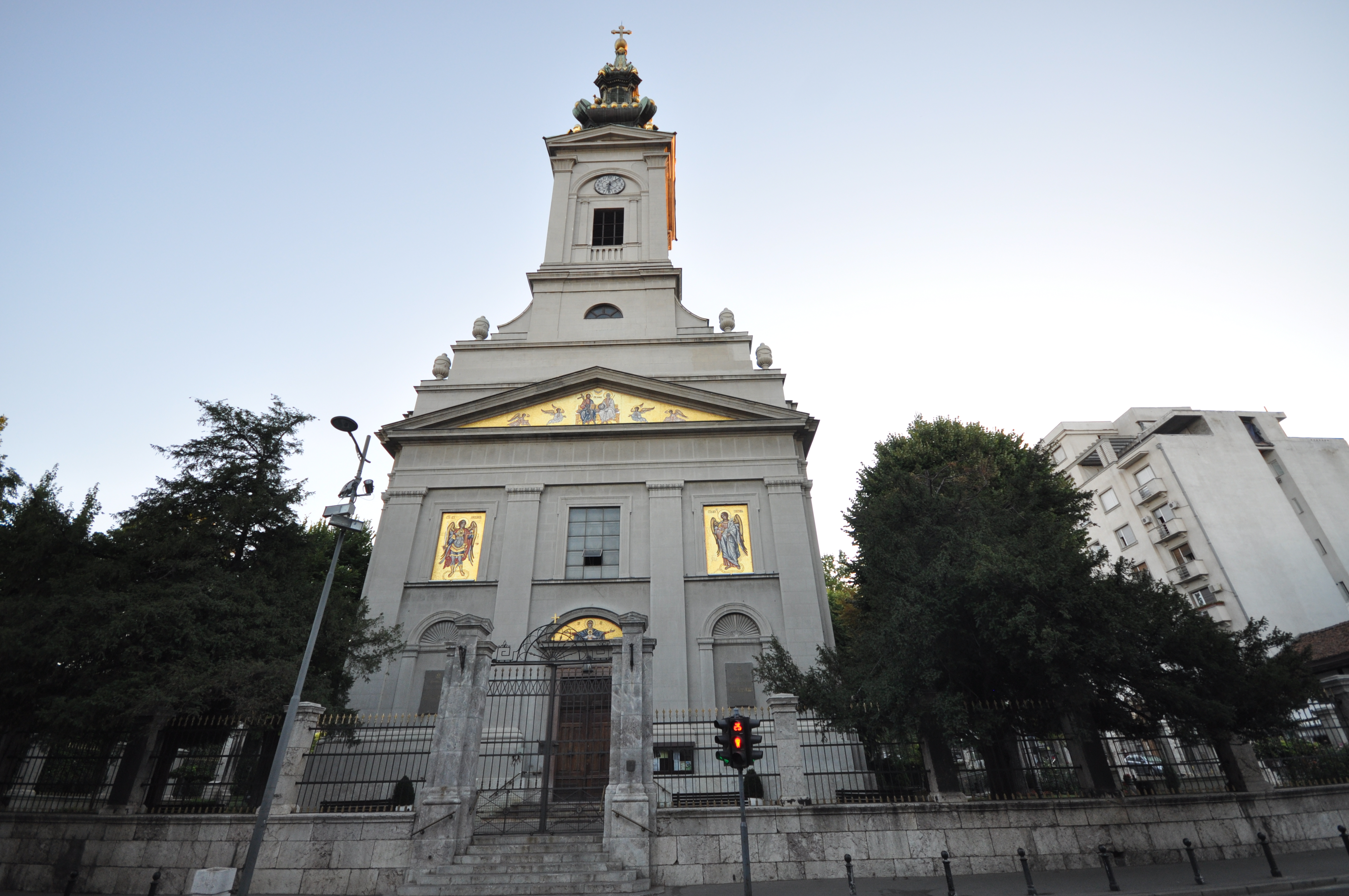
Fachada principal del edificio.

### Arquitectura
La iglesia es una construcción de una sola nave, con el ábside oriental semiesférica y el nártex en la parte occidental, por encima del cual se yergue un alto campanario. La disposición espacial del interior se divide en la parte del altar, el naos y el nártex, en el que se ubican la pila bautismal y la escalera que lleva al campanario. A diferencia de las fachadas norte y sur, idénticas y de diseño sencillo, la occidental —la fachada principal— está marcada por un portal representativo y una amplia escalera de acceso. Por su estructura y sus proporciones elegantes, la arquitectura de la Iglesia catedral se apoya directamente en el modelo de iglesias neoclasicistas con una característica torre barroca, que se construían en Austria y a las que pertenece también la Iglesia catedral de Sremski Karlovci, un poco más antigua (1758), que probablemente hubiera servido de modelo.
Este tipo de iglesias sería muy extendido en Serbia durante la gobernación del príncipe Miloš.
Al concluirse la construcción, se procedió con la decoración y la ornamentación del interior. La Municipalidad religiosa de Belgrado contrató al escultor, tallista y fundidor Dimitrije Petrović (1799-1852), que había estudiado en Viena, para que realizara diseños del iconostasio y del coro. Desafortunadamente, a causa de ciertas desavenencias con la municipalidad, Petrović después de haber hecho y montado el segmento arquitectónico del iconostasio en la iglesia, abandonó Belgrado para siempre en 1842. Modelado con exuberancia, con algunos elementos decorativos eclécticos, el iconostasio es indudablemente el más representativo del clasicismo en Serbia.
Aparte de las obras pictóricas y de bajo relieve en el iconostasio, el coro, el púlpito y los murales, un valor especial de la iglesia es la tesorería en la que se guardan los objetos de artes plásticas –  obras de orfebrería de los siglos XVIII y XIX, vestimentas clericales, cruces, iconos sueltos de la segunda mitad del siglo XIX y otras piezas de valor cultural e histórico.

### Pintura mural
La realización de las pinturas de la catedral de San Miguel se confió a uno de los pintores serbios más conocidos del siglo XIX, Dimitrije Avramović (1815–1855), el cual, entre 1841 y 1845, pintó un total de dieciocho grandes composiciones murales y alrededor de cincuenta iconos para el iconostasio. El artista estaba influenciado por la escuela histórica vienesa y por los nazarenos alemanes pero su extraordinario sentido de colorido dramático y un atrevido ritmo plástico se fusionaron en una expresión pictórica original. En las paredes de la catedral creó unas extraordinarias composiciones monumentales de contenido religioso, altamente estimadas en la pintura serbia reciente. El testimonio del eco que produjo su obra nos lo confirma el dato de que, después de pintar la Iglesia catedral, el príncipe Aleksandar Karađorđević le ofreció pintar el iconostasio de la Iglesia de Karađorđe en Topola (1845), lo que fue todo un honor para un artista tan joven y la señal de que Avramović había alcanzado la fama de un pintor respetado y estimado.

### Reliquias
Cerca de la iglesia, donde hoy se ubican las calles Zadarska, una parte de Kralja Petra y Konsančićev venac, antes estaba el antiguo cementerio serbio. Su expansión gradual llegó a abarcar el espacio del patio de la misma, que durante los primeros decenios del siglo XIX no tenía verjas y servía como un particular cementerio para las personalidades ilustres de Serbia.

### Coro
En la catedral fue fundado en 1853 el primer coro de Belgrado, que sigue activo hasta la actualidad. Todos los compositores importantes de la música serbia han sido directores de este coro, entre ellos Josif Marinković, Stevan Mokranjac y Kornelije Stanković.

### Patrimonio cultural
La catedral de Belgrado es un monumento histórico vinculado al destino del Belgrado serbio de la primera mitad del siglo XIX, que acababa de establecerse en la zona alrededor de la misma, que se convirtió en su centro religioso, administrativo y cultural. En la época en que paulatinamente se daban unas nuevas circunstancias sociales y políticas en Serbia, llegó a ser el eje de la lucha de independencia contra el centralismo turco hasta la definitiva liberación.

“… Rascando las nubes del cielo, emitía por todos lados la imagen de la belleza de la ciudad, provocando el respeto hacia el cometido al que se dedicaba. Por sí sola, indudablemente evidenciaba la resurrección del nuevo estado serbio y despertaba la esperanza en un futuro cada vez mejor.”

Por la resolución de 1979, la Iglesia catedral ha sido declarada patrimonio cultural de gran interés para la República de Serbia.